# チェイス・ビービー
チェイス・ビービー（Chase Beebe、1985年3月29日 - ）は、アメリカ合衆国の男性総合格闘家。イリノイ州シカゴ出身。
ジャクソンズMMA所属。元WEC世界バンタム級王者。
総合格闘家のカーソン・ビービーは実弟。

## 来歴
学生時代にレスリングで4度のイリノイ州王者となった。
2005年7月30日、プロ総合格闘技デビュー。
2007年3月24日、WEC 26のWEC世界バンタム級タイトルマッチでエディ・ワインランドと対戦し、3-0の判定勝ちを収め王座獲得に成功した。
2007年9月5日、WEC 30の世界バンタム級タイトルマッチでハニ・ヤヒーラと対戦し、3-0の判定勝ちを収め王座の初防衛に成功した。
2008年2月13日、WEC 32の世界バンタム級タイトルマッチでミゲール・トーレスと対戦し、フロントチョークで一本負けを喫し王座陥落した。
2009年3月8日、DREAM初参戦となったDREAM.7のフェザー級（-63kg）グランプリ1回戦でジョー・ウォーレンと対戦。ウォーレンの跳び膝蹴りで額をカットし、1R終了時にドクターストップでTKO負けを喫した。
2009年10月25日、DREAM初のケージ開催となったDREAM.12で前田吉朗と対戦し、裸絞めで一本負けを喫した。
2010年9月25日、DREAM.16で高谷裕之と対戦し、左フックでダウンを奪われたところにパウンドで追撃されKO負けを喫した。
2011年5月7日、Bellator初参戦となったBellator 43でホセ・ベガと対戦し、ギロチンチョークで一本勝ち。
2011年9月24日、Bellator 51のバンタム級トーナメント1回戦でマルコ・ロウロと対戦。一進一退の攻防となり、1-2の判定負け。

## 戦績

### プロ総合格闘技
| 総合格闘技 戦績 | 総合格闘技 戦績 | 総合格闘技 戦績 | 総合格闘技 戦績 | 総合格闘技 戦績 | 総合格闘技 戦績 | 総合格闘技 戦績 |
| --------------- | --------------- | --------------- | --------------- | --------------- | --------------- | --------------- |
| 29 試合         | (T)KO           | 一本            | 判定            | その他          | 引き分け        | 無効試合        |
| 20 勝           | 1               | 16              | 3               | 0               | 1               | 0               |
| 8 敗            | 2               | 2               | 4               | 0               | 1               | 0               |

| 勝敗 | 対戦相手                   | 試合結果                         | 大会名                                                                 | 開催年月日     |
| ○    | コーリー・マオン           | 1R 2:13 KO（パンチ）             | Colosseum Combat 21                                                    | 2012年4月12日  |
| ○    | デビッド・ラブ             | 1R 3:02 チョークスリーパー       | Colosseum Combat 20                                                    | 2012年3月10日  |
| △    | エノック・ウィルソン       | 5分5R終了 判定1-0                | UCS: Caged Combat 5                                                    | 2011年12月9日  |
| ×    | マルコ・ロウロ             | 5分3R終了 判定1-2                | Bellator 51 【バンタム級トーナメント 1回戦】                           | 2011年9月24日  |
| ○    | ラルフ・アコスタ           | 1R 0:41 ギロチンチョーク         | WFC 2: Bad Boys 【WFCバンタム級王座決定戦】                            | 2011年7月9日   |
| ○    | ホセ・ベガ                 | 1R 4:06 ギロチンチョーク         | Bellator 43                                                            | 2011年5月7日   |
| ○    | スティーブ・キニソン       | 5分3R終了 判定3-0                | Chicago Cagefighting Championship                                      | 2011年3月5日   |
| ○    | ジョシュ・カーシー         | 1R 4:56 チョークスリーパー       | Ruckus Entertainment: Ruckus 4                                         | 2010年11月24日 |
| ○    | ジャレッド・マクマホン     | 1R 1:19 ギロチンチョーク         | Chicago Cagefighting Championship                                      | 2010年10月16日 |
| ×    | 高谷裕之                   | 1R 1:45 KO（左フック→パウンド）  | DREAM.16                                                               | 2010年9月25日  |
| ○    | パブロ・アルフォンソ       | 1R 2:32 チョークスリーパー       | Ruckus Entertainment: Ruckus Invades Navy Pier                         | 2010年9月11日  |
| ○    | ウィリアム・ヨッフム       | 1R 1:03 フロントチョーク         | Lords of War 1                                                         | 2010年4月24日  |
| ×    | 前田吉朗                   | 1R 3:36 裸絞め                   | DREAM.12                                                               | 2009年10月25日 |
| ×    | マイク・イーストン         | 5分5R終了 判定1-2                | UWC 7: Redemption 【UWCバンタム級タイトルマッチ】                      | 2009年10月3日  |
| ×    | ジョー・ウォーレン         | 1R終了時 TKO（ドクターストップ） | DREAM.7 フェザー級グランプリ2009 開幕戦 【フェザー級グランプリ 1回戦】 | 2009年3月8日   |
| ×    | ウィル・ヒベイロ           | 5分3R終了 判定1-2                | WEC 34: Faber vs. Pulver                                               | 2008年6月1日   |
| ×    | ミゲール・トーレス         | 1R 3:59 フロントチョーク         | WEC 32: Condit vs. Prater 【WEC世界バンタム級タイトルマッチ】          | 2008年2月13日  |
| ○    | ハニ・ヤヒーラ             | 5分5R終了 判定3-0                | WEC 30: McCullough vs. Crunkilton 【WEC世界バンタム級タイトルマッチ】  | 2007年9月5日   |
| ○    | エディ・ワインランド       | 5分5R終了 判定3-0                | WEC 26: Condit vs. Allessio 【WEC世界バンタム級タイトルマッチ】        | 2007年3月24日  |
| ○    | マイク・ベネット           | 1R 2:44 チョークスリーパー       | KOTC: Hard Knocks                                                      | 2007年1月19日  |
| ○    | サム・ジャクソン           | 1R 2:36 チョークスリーパー       | XFO 14                                                                 | 2006年12月9日  |
| ○    | マイク・ベネッタ           | 1R 0:45 フロントチョーク         | Courage Fighting Championships 7                                       | 2006年11月25日 |
| ○    | アーロン・ジェイミーソン   | 1R 0:45 ギブアップ（パンチ）     | Midwest Absolute Challenge 3                                           | 2006年10月7日  |
| ○    | マイク・リンドキスト       | 1R 1:40 チョークスリーパー       | Evolution Fighting Championships 2                                     | 2006年9月15日  |
| ×    | マット・フィヨルディローザ | 5分3R終了 判定0-3                | XFO 12: Outdoor War                                                    | 2006年8月19日  |
| ○    | ニック・ホフ               | 1R 2:24 チョークスリーパー       | Courage Fighting Championships 6                                       | 2006年7月15日  |
| ○    | ベン・ミラー               | 1R 2:49 チョークスリーパー       | Evolution Fighting Championships                                       | 2006年7月7日   |
| ○    | コディ・ギアーツ           | 1R 1:01 チョークスリーパー       | Iowa Challenge                                                         | 2006年6月10日  |
| ○    | ジェシー・ロンジー         | 1R 0:27 フロントチョーク         | Courage Fighting Championships 5                                       | 2006年4月29日  |

### アマチュア総合格闘技
| 勝敗 | 対戦相手             | 試合結果                   | 大会名        | 開催年月日    |
| ○    | マット・マコーミック | 1R 2:05 チョークスリーパー | XFO: Trials 1 | 2005年7月30日 |

## 獲得タイトル
- 第2代WEC世界バンタム級王座（2007年）
- WFCバンタム級王座（2011年）

## 表彰
- SHERDOG ロバー・オブ・ザ・イヤー（2009年）